# Huaytapallana (montaña)
Huaytapallana es una montaña en el Perú que pertenece a la cordillera de Huaytapallana, una prolongación de la cordillera Central, ramal montañoso de los Andes. Está protegida como parte del área de conservación regional Huaytapallana desde 2011. Se encuentra en el departamento de Junín, provincia de Huancayo.

## Etimología
Su nombre procede de los términos quechuas wayta 'flor', el verbo pallay 'recoger' y el sufijo nominalizador -na. Por lo tanto, Huaytapallana significa 'lugar donde se recogen las flores'.

## Leyenda
La leyenda dice que el hijo del señor Pariacaca, un hombre muy curioso y desafiante se convirtió en águila para ver desde lo más alto, en su vuelo notó un lugar verde en medio de las rocas. Al llegar al lugar vio a una doncella en la laguna Carhuacocha. La bella joven era hija de Huallallo Carhuincho, llamada Huaytapallana. Los jóvenes se enamoraron pero sus padres, los dioses Pariacaca y Huallallo Carhuincho, se enemistaron por el amor que surgió entre ellos, pero ambos fueron castigados por Wiracocha y encerrados bajo el hielo del gran nevado.
Cada año, diversos sacerdotes andinos se trasladan hasta el pie del nevado Huaytapallana para realizar sus ritos andinos de agradecimiento por un año más de vida a la tierra, estos ritos son más  conocidos como "Los pagos a la tierra".

## Hidrología
La zona se caracteriza por sus seis lagunas: Ancapuachanan, Carhuacocha, Chuspicocha, Cocha Grande o Jatunccocha, Lazo Huntay y Pumacocha. De estas lagunas nacen tres ríos. El río Shullcas, que va a la ciudad de Huancayo, se origina de la unión de las lagunas Chuspicocha y Lazo Huntay. Además representa la fuente de agua potable más importante de esta aglomeración urbana. El Yaracyacu, que va hacia Pariahuanca, se forma en las lagunas Cocha Grande y Carhuacocha. Y el río Chiapuquio, que baja por Concepción, surge de la laguna Putcacocha.

## Orografía
El nevado Huaytapallana tiene una altitud en su pico más alto de 5.557 metros. Su segundo pico, el Yanahucsha, mide 5.530 metros. El área total de la zona comprende 378,40 km² de superficie. Además, en la cordillera cabe destacar numerosos picos, entre los que se encuentran los siguientes:
- Huaytapallana (5.557 m s. n. m.)
- Yanahucsha (5.530 m s. n. m.)
- Chuspi (5.400 m s. n. m.)
- Anchigrande (5.350 m s. n. m.)
- Cochas (5.315 m s. n. m.)
- Tello (5.300 m s. n. m.)
- Talves (5.285 m s. n. m.)
- Pacaco (5.250 m s. n. m.)
- Putcacocha (5.236 m s. n. m.)

## Accesibilidad
La cordillera Huaytapallana está a 2 horas por carretera afirmada de la ciudad de Huancayo, en el departamento de Junín. Huancayo dista cinco horas de Lima en auto (sin mucho tráfico), en cambio en bus 7 horas en promedio. El punto de partida de las expediciones en la cordillera se llama Virgen de las Nieves, situado a 4.000 metros de altura. A partir de este punto hay dos itinerarios tras los que se puede iniciar el ascenso al nevado Huaytapallana hasta la cima de su pico más alto. Uno de los itinerarios llega hasta el refugio para andinistas tras dos horas de camino, pasando por las lagunas Carhuaccocha, Cocha Grande y Yanahucsha. Otro, de tres horas y media de duración, lleva a la laguna Lazo Huntay.

## Cultura
Se cree que en este nevado habita el espíritu de un ancestro andino llamado "Huayayo Carhuincho". Los habitantes de la zona ofrecen regalos a él y a la tierra para evitar desastres que se podrían dar.

## Galería

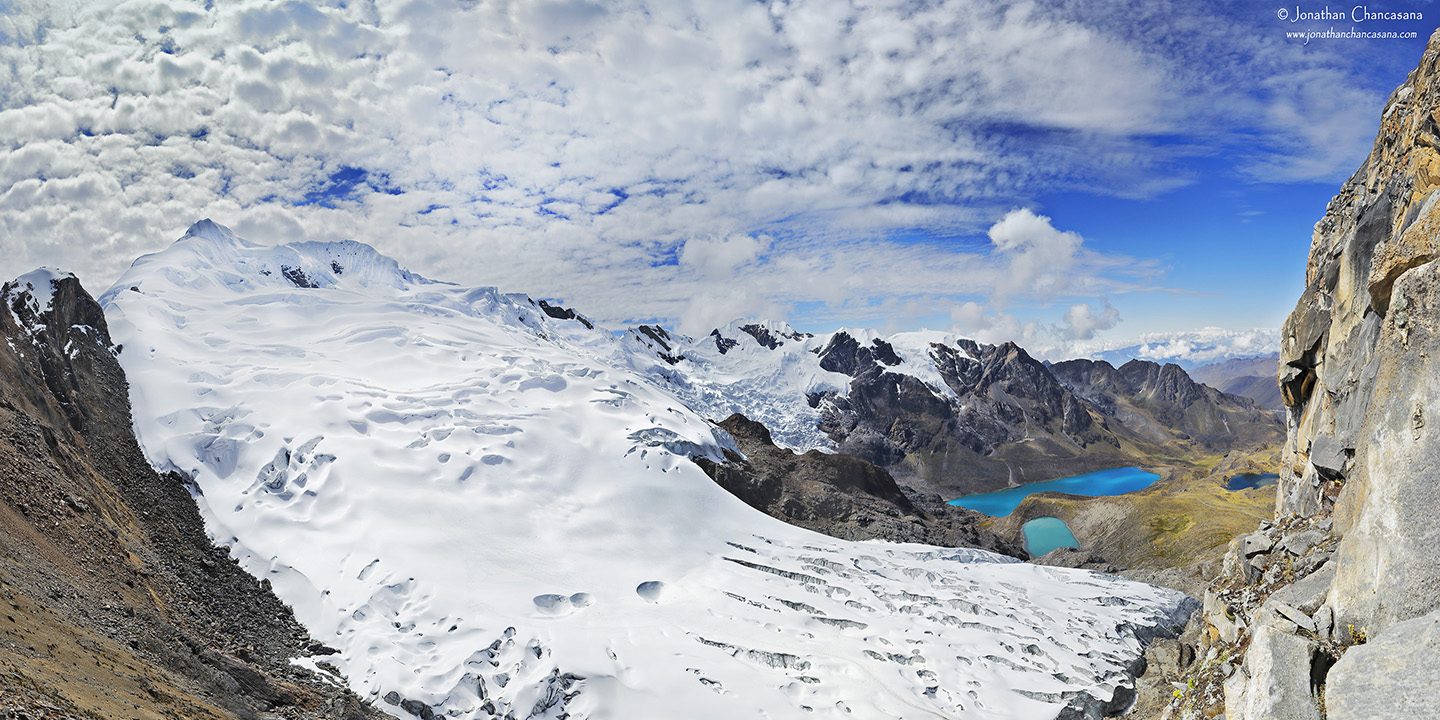
Vista desde la cumbre del nevado Huaytapallana hacia el sur.
Vista Panorámica de la Cordillera Huaytapallana, Junín, Perú